# Trachycladus
Trachycladus is een geslacht van sponsdieren uit de klasse van de Demospongiae (gewone sponzen).

## Soorten
- Trachycladus cervicornis Burton, 1959
- Trachycladus laevispirulifer Carter, 1879
- Trachycladus minax (Topsent, 1888)
- Trachycladus spinispirulifer (Carter, 1879)
- Trachycladus stylifer Dendy, 1924
- Trachycladus tethyoides Burton, 1959